# Erioptera sudetica
Erioptera sudetica är en tvåvingeart som beskrevs av Friedrich Anton Kolenati 1860. Erioptera sudetica ingår i släktet Erioptera och familjen småharkrankar. Inga underarter finns listade i Catalogue of Life.